# Comando Vermelho Jovem
Comando Vermelho Jovem foi uma facção criminosa carioca, que ora atuava de forma autônoma, ora atuava como uma ala do Comando Vermelho, da qual foi uma dissidência, e que era mais frequentemente citada nas páginas policiais durante a década de 1990. Inspirada no CVJ, surgiu pouco depois a facção jovem do Terceiro Comando, Terceiro Comando Jovem.
Tratava-se de um grupo integrado por meninos e adolescentes de até 17 anos, que assumiam o controle do tráfico após a prisão dos antigos líderes em algumas das mais importantes favelas dominadas pelo Comando Vermelho. Em 2001, a facção foi identificada como responsável por criar um túnel de 13 metros de comprimento por 1,5 de largura, no presídio de Bangu I, que seria usado para a fuga de alguns presos.
O Comando Vermelho Jovem chegou a dominar 35 comunidades em 2002, por oposição ao CV tradicional, que na mesma época, dominava 91.
No início da década de 2000, esta facção parece ter sido novamente reagrupada pelo Comando Vermelho, desaparecendo. Alguns dos antigos líderes do CVJ, tais como Marcinho VP e Fernandinho Beira-Mar, acabaram tornando-se mais tarde alguns dos mais poderosos líderes do CV.